# 嚴汝麟
嚴汝麟（1529年—？），字子仁，号西苕，浙江湖州府歸安縣民籍，直隸蘇州府嘉定縣人，明朝政治人物。

## 生平
嘉靖三十七年（1558年）戊午科浙江鄉試第八十九名舉人。嘉靖四十四年（1565年）中式乙丑科會試第一百七十七名，三甲第四十一名進士。礼部观政，本年六月授南昌知县，隆慶二年（1568年）三月调衡水县，五年二月復除全椒县，万历元年（1573年）正月升鄧州知州，丁忧。四年四月復除亳州，八年十二月降河南都司经历，十年四月升荣府右長史。

## 家族
曾祖嚴敬，運使；祖父嚴賓，縣丞封兵馬指揮；父嚴介，布政司理問。嫡母包氏；生母陳氏。兄應恩、應曉（庠生）、汝麒（监生）、弟應㫽（监生）。